# El cartel: The Big Boss
El Cartel: The Big Boss o también conocido como El Cartel 3: The Big Boss es el cuarto álbum de estudio del cantante puertorriqueño Daddy Yankee y el tercero de la saga de El Cartel de Yankee, fue el último disco bajo la alianza con Interscope Records, y es álbum más internacional del artista ya que tras el éxito de Barrio fino en directo junto a exponentes del hip-hop americano, las compañías decidieron hacer el trabajo casi en su totalidad enfocado al mercado norteamericano. Las colaboraciones más destacables del álbum son con Will.I.Am, Scott Storch, Akon, Fergie, Mr. Collipark, Jim Jones, Nicole Scherzinger, The Pussycat Dolls.  Este álbum recalca los géneros de Reggaeton y Hip-Hop. y al igual que su mayor éxito comercial Barrio Fino, mezcla la Salsa y el Merengue marcando el estilo del cantante puertorriqueño. Este álbum vendió más de 1 millón de copias certificadas por la RIAA consiguiendo triple platino. Durante el año 2007 también El Cartel Records lanza a un joven artista llamado Miguelito y su álbum ganador del Latin Grammy al mejor álbum infantil Más grande que tu. El disco recibió 2 premios Billboard de la música latina por mejor álbum del año.
Este álbum fue el Más Vendido de La Música Latina mundialmente en el año 2007.

## Antecedentes
Este álbum fue producido por El Cartel Records e Interscope Records, grabado en su totalidad en el año 2006. Para esta producción se presenta por primera vez a los productores Musicólogo & Menes aunque aún no como un dúo, Menes anteriormente ya había trabajado con Daddy Yankee en el tema Solo amistad del rapero norteamericano N.O.R.E. junto a su padrino musical Echo The Lab, para Musicólogo fue la primera vez trabajando un tema de su primo Daddy Yankee. El productor más joven del reguetón Tainy al ser un gran talento, esta en casi todos temas del álbum ya sea como productor o programador, también su padrino Nely El Arma Secreta con quién para estos años conformaba un dúo de productores. Uno de los mejores productores del Hip Hop norteamericano es Scott Storch con quien se trabajaron 3 canciones y el remix de una. El álbum cuenta con una mezcolanza de sonidos y ritmos musicales, esto fue gracias a la gran cantidad de productores variados que se presentan en el disco. La canción No comprende quedó fuera del álbum por decisiones de las compañías, el tema era en colaboración del productor Mr. Collipark. Esta producción contó con un gran presupuesto y fue grabado en los estudios más importantes de Estados Unidos, incluso Dr. Dre estuvo presente en las grabaciones del álbum en los estudios de Interscope Records, gracias a esta compañía Daddy Yankee logró colaborar con la integrante de las Pussycat Dolls, Nicole Scherzinger.

## Recepción

### Recepción comercial
En los Estados Unidos, la predicción de la primera semana estuvo entre 110.000 y 115.000 copias, sin embargo, el álbum debutó en el número 9 en el Billboard 200 de Estados Unidos y en el número uno en la lista Billboard Top Latin Albums, vendiendo 82.000 copias en su primera semana, convirtiéndolo en el álbum de reguetón más vendido en su primera semana. A finales de 2007, el álbum se convirtió en el álbum latino más vendido en los Estados Unidos con 248.000 copias vendidas. El 26 de marzo de 2009, el álbum recibió certificación de álbum latino triple platino,Platino y Oro de la RIAA por sobrepasar la cifra de 484.000 mil copias.
El álbum tuvo ganancias de 1,030,000.  En México, el álbum debutó en el número cinco y luego recibió la certificación de oro por pasar las 50.000 copias. En Argentina, el álbum debutó en el número 4. El álbum también se trazó en Suiza y España. En noviembre de 2007, el álbum vendió 800.000 de copias en todo el mundo. El álbum ha vendido 900,000 mil copias a nivel global en sus 12 primero meses después de haber salido.

### Recepción de la crítica
Allmusic le dio al álbum una crítica positiva y dijo que el álbum consta de "éxitos potenciales". Rhapsody dijo, "una vez más demuestra ser el rey reinante del reggaeton" y proclamó que "también está haciendo más con el hip-hop en el idioma continental que muchos artistas".
Andrew Casillas, de Stylus Magazine, comparó el álbum con los esfuerzos anteriores de Daddy Yankee y dijo: "Si bien las pistas de reggaetón estándar de carga frontal no tienen poco potencial de éxito, carecen del tipo de carisma que ha hecho famoso a Daddy Yankee". Luego agregó que "el tercio final del álbum es bastante alentador". En resumen el álbum tuvo muchas críticas favorables, pero el punto de comparación con su anterior álbum Barrio Fino, estaba bien difícil de superar.

## Promoción

### Álbumes anteriores
La promoción comenzó levemente en Barrio Fino en el último tema titulado Outro (Esmeralda) en el cual agradece a su país por el apoyo y aprovecha de anunciar que este álbum venía pronto. 
Tras firmar con Interscope Records se cambian varios planes en el historial de lanzamiento de sus proyectos, igualmente el éxito de Barrio Fino fue demasiado grande y se decidieron lanzar 2 discos titulados Barrio Fino: En Directo y Tormenta Tropical: Volume One estos fueron para promocionar directamente el álbum. Además de que, en esos discos Daddy Yankee introdujo a grandes exponentes del hip-hop norteamericano. Daddy Yankee no le da menciones en estos temas pero en el arte de los discos sale la promoción.

### Conciertos
Luego del lanzamiento del álbum se comienza el tour promocional en diferentes partes del mundo, partiendo con 2 fechas en su país natal Puerto Rico en el escenario más importante, el Coliseo de Puerto Rico José Miguel Agrelot con llenos totales, luego con 16 fechas por gran parte de Estados Unidos incluyendo Chicago, New York, Boston, Washington D. C., Uncasville, Miami, Orlando, Hidalgo, Laredo, Phoenix, San Antonio, Las Vegas, Fresno, San Francisco y Los Ángeles. Para finalizar con el tour Daddy Yankee tuvo 16 fechas en América del Sur Y América Central en los siguientes países México, Chile, Colombia, Venezuela, Ecuador, Bolivia, Costa Rica y Guatemala. El tour continuo con el mismo nombre por diferentes partes del mundo pero se paso a dar promoción al soundtrack de su película Talento de Barrio.

### Sencillos promocionales
En el año 2006 Daddy Yankee graba una canción de hip-hop con salsa junto al afamado Productor musical Pharrell Williams y los productores The Roots y The Neptunes, esta estaba supuestamente pensada para salir en el álbum de Pharrell In My Mind, pero por problemas con las disqueras se lanzó a modo de promoción, fue interpretado por ambos en la premiación de los Premios Billboard. Luego se lanza el álbum del rapero N.O.R.E., donde aparece la canción Dímelo, la cual estaba pensada para salir en el álbum de Daddy Yankee, pero Noreaga decidió ponerla en su disco, esto ocasionó problemas entre los artistas. La canción fue producida por Echo & Menes. Para finalizar el año 2006, Daddy Yankee participó en el álbum Los Benjamins de los afamados productores Luny Tunes & Tainy, en este proyecto el cangri promociona su álbum en las canciones Noche de entierro junto a Wisin & Yandel, Héctor El Father, Zion y Tony Tun Tun, y Royal Rumble la cual fue una súper colaboración de los más grandes exponentes del reguetón entre los cuales está en ese entonces rival Don Omar.
En el año 2007 gracias a la colaboración con Interscope Records, Daddy Yankee conecta con 50 Cent y se logra hacer el segundo remix de la canción I Get Money el cual era uno de los éxitos del momento del rapero de la firma. Una canción que se suponía debía salir en el álbum se lanza de forma gratuita en internet fue No comprende junto a Mr. Collipark quien es productor de la canción Mensaje de estado la cual fue la primera canción promocional del álbum. Luego del lanzamiento del álbum Daddy Yankee le hace 3 remix más a su mayor sencillo Impacto, el primero fue junto al quinteto Los Leones conformados por el compositor Guelo Star y los dúos Jowell & Randy y J-King & Maximan. El segundo junto al grupo Comando Tiburón el cual es de origen panameño. Por último junto al rapero dominicano Joa el Súper MC. Otro sencillo promocional fue el remix del éxito del rapero Mims This Is Why I'm Hot pero con un nuevo nombre Por eso estoy pega'o bajo la producción de Nely El Arma Secreta. Para finalizar se lanzan la canción Fiel Amiga la cual fue la última canción para promocionar el álbum, bajo la producción de Tainy y Nely El Arma Secreta.

### Sencillos
- Mensaje de estado: este fue el primer sencillo oficial del álbum, fue lanzado a finales del año 2006 con un vídeo producido por Carlos Pérez y la producción musical por Mr. Collipark y Carlos "Los Vegas" Thornton. El concepto de la canción es una forma de demostrar que el artista es el mejor del género urbano, con varias indirectas a los artistas Wisin & Yandel, Don Omar Arcangel Héctor El Father y Nicky Jam. Es la introducción perfecta para presentar un álbum cargado de energía.
- Impacto: Fue el sencillo más importante del álbum fue lanzado aproximadamente 2 meses antes del lanzamiento del disco, este fue producido por Scott Storch y Tainy. El vídeo fue en ese entonces de los más caros en la industria de la música latina, además de que fue dirigido por los afamados directores The Saline Project quienes le dirigían los vídeos a Eminem, The Cure y Black Eyed Peas, este se grabó en uno de los estudios de Universal Pictures con la tecnología de pantalla verde y presenta al artista en diferentes localidades tratando de dar a entender que su música ha causado impacto a lo largo del mundo. El remix oficial fue con Fergie y se estrenó como el sencillo oficial junto con el lanzamiento del álbum. Esta versión fue la que logró mayores ingresos y connotación en la industria musical, fue producido por Scott Storch y Will.I.Am. El vídeo fue grabado al mismo tiempo que el vídeo de la versión en solitario. La canción logró la segunda posición de los Billboard Hot Latin Tracks, y el número uno en Chile. También logró una nominación a los Latin Grammy y ganó el premio al vídeo del año en Premios Lo Nuestro.
- Ella me levantó: Este fue el tercer sencillo oficial lanzado 2 meses después del lanzamiento del álbum, es una mezcla de reguetón con Salsa fue producida por el legendario productor de reguetón Elvis "Mr. G" García y Nely El Arma Secreta. El vídeo estuvo a cargo de Carlos Pérez y fue un claro tributo a su canción Lo que pasó, pasó.
- Who's Your Daddy?: Fue el último sencillo oficial del álbum, fue escrita por Daddy Yankee & Will.I.Am y producida por el mismo Will.I.Am. Esta canción no contó con vídeo oficial, pero si con 2 versiones, la original en formato spanglish y la otra que fue escrita por William Adams completamente en Íngles.

## Lista de canciones
La versión oficial cuenta con 21 temas de los cuales 5 son en colaboración. Todos fueron coproducidos por Daddy Yankee & Gocho.

| N.º | Título                                 | Escritor(es)                                     | Productor(es)                  | Duración |  |
| 1.  | «Jefe»                                 | Ramón Ayala & Leo Vázquez                        | Louis Díaz                     | 3:58     |  |
| 2.  | «En sus marcas, listos, ¡fuera!»       | Ramón Ayala & Leo Vázquez                        | Musicólogo & Menes             | 3:27     |  |
| 3.  | «Cambio»                               | Ramón Ayala                                      | Tainy & Santana The Golden Boy | 3:12     |  |
| 4.  | «Fuera de control»                     | Ramón Ayala                                      | Luny Tunes                     | 3:03     |  |
| 5.  | «Impacto»                              | Ramón Ayala                                      | Scott Storch                   | 3:05     |  |
| 6.  | «Ella me levantó»                      | Ramón Ayala                                      | Mr. G                          | 3:29     |  |
| 7.  | «A lo clásico»                         | Ramón Ayala, José Torres & Leo Vázquez           | Scott Storch                   | 3:54     |  |
| 8.  | «Bring It On» (ft. Akon)               | Ramón Ayala, Thiam Aliaune & Frederick Tipton    | Akon                           | 3:43     |  |
| 9.  | «Who's Your Daddy»                     | Ramón Ayala & William Adams                      | Will.I.Am                      | 3:28     |  |
| 10. | «El celular»                           | Ramón Ayala & Leo Vázquez                        | Nely El Arma Secreta           | 2:48     |  |
| 11. | «Ven, dámelo»                          | Ramón Ayala, José Torres & Leo Vázquez           | Nely El Arma Secreta & Tainy   | 3:45     |  |
| 12. | «Papi Lover» (ft. Nicole Scherzinger)  | Ramón Ayala, Nicole Scherzinger & Kara DioGuardi | Echo & Diesel                  | 3:42     |  |
| 13. | «¡Qué pasó!»                           | Ramón Ayala & Jason Boyd                         | Scott Storch                   | 4:11     |  |
| 14. | «Mensaje de estado»                    | Ramón Ayala                                      | Mr. Collipark                  | 4:06     |  |
| 15. | «Tensión» (ft. Héctor El Father)       | Ramón Ayala & Leo Vázquez                        | Nely El Arma Secreta           | 3:24     |  |
| 16. | «Soy lo que soy»                       | Ramón Ayala & Leo Vázquez                        | Nely El Arma Secreta           | 4:11     |  |
| 17. | «Coraza divina»                        | Ramón Ayala                                      | Egy Rodríguez                  | 3:55     |  |
| 18. | «Plane To PR» (ft. Will.I.Am)          | Ramón Ayala & William Adams                      | Will.I.Am                      | 4:07     |  |
| 19. | «Me quedaría»                          | Ramón Ayala                                      | Humberto Viana                 | 4:20     |  |
| 20. | «Todos quieren a Raymond»              | Ramón Ayala                                      | Egy Rodríguez                  | 4:42     |  |
| 21. | «Impacto» (Official Remix)(ft. Fergie) | Ramón Ayala, William Adams & Stacy Ferguson      | Scott Storch & Will.I.Am       | 3:26     |  |

Las canciones tuvieron como coproductores a Musicólogo, Tainy, Hyde El Verdadero Químico, Nely El Arma Secreta, Just Blaze, Poo Bear, Frank Rodríguez, Steve B, Padraic Ken & Carlos "Los Vegas" Thornton.

### Otras versiones
El álbum al igual que Barrio Fino, fue lanzado en casete para el mercado de Indonesia, este no trae nada diferente, hasta el libro viene igual.

| Lado A |                                       |                                                  |                                |          |  |
| N.º    | Título                                | Escritor(es)                                     | Productor(es)                  | Duración |  |
| 1.     | «Jefe»                                | Ramón Ayala & Leo Vázquez                        | Louis Díaz                     | 3:58     |  |
| 2.     | «En sus marcas, listos, ¡fuera!»      | Ramón Ayala & Leo Vázquez                        | Menes                          | 3:27     |  |
| 3.     | «Cambio»                              | Ramón Ayala                                      | Tainy & Santana The Golden Boy | 3:11     |  |
| 4.     | «Fuera de control»                    | Ramón Ayala                                      | Luny Tunes                     | 3:03     |  |
| 5.     | «Impacto»                             | Ramón Ayala                                      | Scott Storch                   | 3:05     |  |
| 6.     | «Ella me levantó»                     | Ramón Ayala                                      | Mr. G                          | 3:29     |  |
| 7.     | «A lo clásico»                        | Ramón Ayala, José Torres & Leo Vázquez           | Scott Storch                   | 3:54     |  |
| 8.     | «Bring It On» (ft. Akon)              | Ramón Ayala, Thiam Aliaune & Frederick Tipton    | Akon                           | 3:43     |  |
| 9.     | «Who's Your Daddy»                    | Ramón Ayala & William Adams                      | Will.I.Am                      | 3:28     |  |
| 10.    | «El celular»                          | Ramón Ayala & Leo Vázquez                        | Nely El Arma Secreta           | 2:48     |  |
| 11.    | «Ven, dámelo»                         | Ramón Ayala, José Torres & Leo Vázquez           | Nely El Arma Secreta & Tainy   | 3:45     |  |
| 12.    | «Papi Lover» (ft. Nicole Scherzinger) | Ramón Ayala, Nicole Scherzinger & Kara DioGuardi | Echo & Diesel                  | 3:41     |  |

| Lado B |                                        |                                             |                          |          |  |
| N.º    | Título                                 | Escritor(es)                                | Productor(es)            | Duración |  |
| 1.     | «¡Qué pasó!»                           | Ramón Ayala & Jason Boyd                    | Scott Storch             | 4:11     |  |
| 2.     | «Mensaje de estado»                    | Ramón Ayala                                 | Mr. Collipark            | 4:06     |  |
| 3.     | «Tensión» (ft. Héctor El Father)       | Ramón Ayala & Leo Vázquez                   | Nely El Arma Secreta     | 4:11     |  |
| 4.     | «Soy lo que soy»                       | Ramón Ayala & Leo Vázquez                   | Nely El Arma Secreta     | 4:11     |  |
| 5.     | «Coraza divina»                        | Ramón Ayala                                 | Egy Rodríguez            | 3:55     |  |
| 6.     | «Plane To PR» (ft. Will.I.Am)          | Ramón Ayala & William Adams                 | Will.I.Am                | 4:07     |  |
| 7.     | «Me quedaría»                          | Ramón Ayala                                 | Humberto Viana           | 4:20     |  |
| 8.     | «Todos quieren a Raymond»              | Ramón Ayala                                 | Egy Rodríguez            | 4:42     |  |
| 9.     | «Impacto» (Official Remix)(ft. Fergie) | Ramón Ayala, William Adams & Stacy Ferguson | Scott Storch & Will.I.Am | 3:26     |  |

Junto con el lanzamiento del tercer sencillo Ella me levantó, Daddy Yankee lanza una edición especial del disco con un DVD y 5 canciones digitales, el DVD contiene parte de su presentación en el show de MTV titulado MTV $2Bill, del cual fue el primer artista de reguetón en llegar y presentarse junto a los grandes del hip hop norteamericano. Además de una entrevista que le hizo el mismo programa hablando del álbum. La presentación en vivo solo trae las canciones en solitario del artista, excepto Gangsta Zone. El corista fue Cochinola y el DJ fue DJ Candy Boy.

| Contenido DVD |                                |                              |                              |          |  |
| N.º           | Título                         | Escritor(es)                 | Productor(es)                | Duración |  |
| 1.            | «Gangsta Zone» (Live in MTV2)  | Ramón Ayala & Calvin Broadus | Nely El Arma Secreta & Naldo | 2:33     |  |
| 2.            | «Entrevista en MTV2» (Parte 1) | Ramón Ayala                  | MTV Tr3s                     | 3:55     |  |
| 3.            | «King Daddy» (Live in MTV2)    | Ramón Ayala                  | Luny Tunes                   | 2:40     |  |
| 4.            | «Entrevista en MTV2» (Parte 2) | Ramón Ayala                  | MTV Tr3s                     | 3:30     |  |
| 5.            | «Dale caliente» (Live in MTV2) | Ramón Ayala                  | Fido, DJ Urba & Monserrate   | 3:05     |  |
| 6.            | «Entrevista en MTV2» (Parte 3) | Ramón Ayala                  | MTV Tr3s                     | 4:41     |  |
| 7.            | «Machete» (Live in MTV2)       | Ramón Ayala & Eddie Ávila    | Luny Tunes                   | 3:08     |  |
| 8.            | «Entrevista en MTV2» (Parte 4) | Ramón Ayala                  | MTV Tr3s                     | 5:38     |  |
| 9.            | «Gasolina» (Live in MTV2)      | Ramón Ayala & Eddie Ávila    | Luny Tunes                   | 3:21     |  |

## Listas musicales
| Lista (2007)                       | Peak position |
| ---------------------------------- | ------------- |
| Argentina álbum Chart (CAPIF)      | 4             |
| Japanese Albums (Oricon)           | 41            |
| México Charts (AMPROFON)           | 5             |
| España Charts (PROMUSICAE)         | 65            |
| Suiza Charts (Schweizer Hitparade) | 52            |
| Venezuela albums (Recordland)      | 5             |
| US Billboard 200                   | 9             |
| US Billboard Digital Albums        | 9             |
| US Top Latin Album (Billboard)     | 1             |
| US Top Rap Albums (Billboard)      | 1             |
| US Latin Rhythm Albums (Billboard) | 1             |

### Sucesión y posicionamiento
| Predecesor: Ahora y siempre de Alacranes Musical | U.S. Billboard Top Latin Albums — Álbum n.º. 1 23 de junio de 2007 - 20 de julio de 2007 | Sucesor: Agárrese de Grupo Montéz de Durango |

| Predecesor: Mas Flow: Los Benjamins de Luny Tunes & Tainy | U.S. Billboard Latin Rhythm Albums — Álbum n.º. 1 (Primera vuelta) 23 de junio de 2007 - 14 de septiembre de 2007   | Sucesor: El abayarde contraataca de Tego Calderón |
| Predecesor: El abayarde contraataca de Tego Calderón      | U.S. Billboard Latin Rhythm Albums — Álbum n.º. 1 (Segunda vuelta) 29 de septiembre de 2007 - 12 de octubre de 2007 | Sucesor: Tomando control: Live de Wisin & Yandel  |

### Certificaciones
| Certificaciones de El Cartel: The Big Boss |          |                                           |
| Estados Unidos                             | RIAA     | - 3x Multi-Platinum - 1× Platino - 1× Oro |
| México                                     | AMPROFON | - 1× Oro                                  |

## Premios y nominaciones
El álbum El Cartel: The Big Boss fue nominado y galardonado en distintas ceremonias de premiación. A continuación, una lista con las candidaturas que obtuvo el disco:
Grammy Latinos
| Edición | Categoría            | Por                      | Resultado |
| ------- | -------------------- | ------------------------ | --------- |
| 2007    | Mejor Álbum Urbano   | El Cartel: The Big Boss  | Nominado  |
| 2007    | Mejor Canción Urbana | Impacto (Official Remix) | Nominado  |

Premios Juventud
| Edición | Categoría           | Por                     | Resultado |
| ------- | ------------------- | ----------------------- | --------- |
| 2008    | Mi Ringtone         | Impacto                 | Nominado  |
| 2008    | Me Muero Sin Ese CD | El Cartel: The Big Boss | Nominado  |

Premios Lo Nuestro
| Edición | Categoría              | Por                      | Resultado |
| ------- | ---------------------- | ------------------------ | --------- |
| 2008    | Álbum Urbano Del Año   | El Cartel: The Big Boss  | Nominado  |
| 2008    | Canción Urbana Del Año | Impacto (Official Remix) | Nominado  |
| 2008    | Vídeo Del Año          | Impacto (Official Remix) | Ganador   |

Latin Billboards
| Edición | Categoría                  | Por                      | Resultado |
| ------- | -------------------------- | ------------------------ | --------- |
| 2008    | Mejor Álbum De Reggaeton   | El Cartel: The Big Boss  | Ganador   |
| 2008    | Mejor Álbum Del Año        | El Cartel: The Big Boss  | Ganador   |
| 2008    | Dueto Vocal o Colaboración | Impacto (Official Remix) | Nominado  |

Premios Grammys
| Edición | Categoría                   | Por                     | Resultado |
| ------- | --------------------------- | ----------------------- | --------- |
| 2008    | Álbum Urbano Latino Del Año | El Cartel: The Big Boss | Nominado  |

## Créditos y personal

### Compañías
- Productor Ejecutivo: Daddy Yankee
- Productor Musical: Daddy Yankee & Gocho
- Director Creativo: Carlos Pérez
- Producido Por:El Cartel Records & Interscope Records
- Distribuido Por: Universal Music Group
- Grabado en: The Hit Factory, Record Plant Studios, El Cartel Records & Interscope Records
- Masterizado en: Fullersound Inc.
- Licencias Musicales: Los Cangris Music Publishing
- Booking: C&C Artistic Management

### Canciones
- Daddy Yankee: Coproductor (1 al 21), Escritor (1 al 21), Intérprete (1 al 21)
- José "Gocho" Torres: Coproductor (1 al 21), Escritor (7,11), Ingeniero de Mezcla (5,21)
- Tainy: Productor (3,11), Programador de Baterías (2), Arreglos Musicales (4,5,7,21)
- Nely El Arma Secreta: Productor (10,11,15,16), Arreglos Musicales (6,7)
- Hyde El Verdadero Químico: Ingeniero de grabación (1,3 al 8,10 al 14,17,19 al 21), Ingeniero de mezcla (1 al 21)
- Frank Rodríguez: Ingeniero de mezcla (5,15), Asistente de mezcla (1 al 4,6,7,13,14,16,17,19 al 21), Ingeniero de grabación (2,15,16)
- Luis Díaz (The Díaz Brothers): Productor (1), Ingeniero de mezcla (1,8,10,13,19)
- Miguel Bustamante: Asistente de grabación (1 al 5,7 al 11,13 al 17,19 al 21)
- Leo Vázquez: Escritor (1,2,7,10,11,15,16)
- Menes: Productor (2)
- Musicologo: Coproductor (2)
- Santana The Golden Boy: Productor (3)
- Wifey: Voces Adicionales (3)
- Luny Tunes: Productor (4)
- Scott Storch: Productor (5,7,13,21)
- Steve B: Ingeniero de Grabación (5,12,21)
- Mr. G: Productor (6)
- Rony Torres: Ingeniero de Mezcla (6)
- Fareed Salamah: Asistente de Grabación (6)
- Angie Machado: Trompetas (6)
- Rafy Torres: Trombones (6)
- Rob Herrera: Asistente de grabación (7)
- Akon: Productor (8), Escritor (8), Intérprete (8)
- Poo Bear: Escritor (13)
- Freddie Gibbs: Escritor (8)
- Leslie Brathwaite: Ingeniero de Mezcla (8)
- Kori Anders: Asistente de Mezcla (8)
- Jonathan Merrits: Asistente de Grabación (8)
- Tony Love: Guitarras (8)
- Padraic Ken: Ingeniero de grabación (9,18)
- Dyland Dresdow: Ingeniero de mezcla (9)
- Nicole Scherzinger: Intérprete (12), Escritor (12)
- Kara DioGuardi: Escritor (12)
- Just Blaze: Coproductor (12)
- Jake Davis: Ingeniero de mezcla (12)
- Conrad Golding: Ingeniero de grabación (13)
- Mr. Collipark: Productor (14)
- Carlos Thornton (Los Vegas): Coproductor (14)
- Marcos Gómez: Asistente de grabación (15)
- Héctor El Father: Intérprete (15)
- Egy Rodríguez: Productor (17,20), Ingeniero de grabación (17)
- Carlos Velásquez: Asistente de mezcla (17)
- Ramón Martínez: Asistente de mezcla (17)
- José Ruiz: Trompetas (17)
- César Ayala: Trombones (17)
- Humberto Viana: Productor (19)
- Fergie: Intérprete (21), Escritor (21)
- Will.I.Am: Intérprete (18), Escritor (9,18,21), Productor (9,18,21), Ingeniero de grabación (21)

## Historial de lanzamientos
| País           | Fecha                    | Formato | Discográfica                           | Distribución          |
| -------------- | ------------------------ | ------- | -------------------------------------- | --------------------- |
|                | 5 de junio de 2007       | CD      | El Cartel Records • Interscope Records | Universal Music Group |
| Indonesia      | 5 de junio de 2007       | Casete  | El Cartel Records • Interscope Records | Universal Music Group |
| Estados Unidos | 13 de septiembre de 2007 | DVD     | El Cartel Records • Interscope Records | Universal Music Group |